# Four Weddings and a Funeral
Four Weddings and a Funeral is een Britse romantische tragikomedie uit 1994 onder regie van Mike Newell. Deze werd genomineerd voor zowel de Academy Award voor beste film als voor die voor beste scenario (van Richard Curtis). Meer dan twintig andere prijzen werden de film daadwerkelijk toegekend, waaronder BAFTA Awards voor beste film, beste hoofdrolspeler (Hugh Grant) en beste bijrolspeelster (Kristin Scott Thomas), een Golden Globe (voor Grant), een British Comedy Award voor beste filmkomedie en een César voor beste niet-Franstalige film.

## Verhaal

### Bruiloft 1
Op de bruiloft van Angus (Timothy Walker) en Laura (Sara Crowe) is Charles (Hugh Grant) de getuige van de bruidegom. Hij komt maar net op tijd voor de ceremonie en blijkt de ringen vergeten te zijn. Hij heeft het geluk deel uit te maken van een vriendengroep die hem aan wat eigen ringen ter tijdelijke vervanging helpt om het huwelijksritueel te redden. Net als Charles zijn ook zijn vrienden Tom (James Fleet), Fiona (Kristin Scott Thomas), Gareth (Simon Callow), Matthew (John Hannah), Scarlett (Charlotte Coleman) en Charles' doofstomme broer David zelf nog vrijgezel. In het geval van Matthew en Gareth gaat dat niet helemaal op omdat zij meer dan elkaars beste vrienden zijn, alleen niet officieel. Tijdens het bruiloftsfeest ziet Charles op zijn beurt voor het eerst de Amerikaanse Carrie (Andie MacDowell) en kan hij zijn ogen niet meer van haar afhouden. Hij verpest hun eerste gesprek door een ongelukkige uitspraak en blijft de rest van de avond in stilte verlangend naar haar turen. Hij is niet de enige met een dergelijk brandend verlangen, want gasten Bernard Delaney (David Haig) en Lydia Hibbott (Sophie Thompson) zijn ook hevig toe aan de liefde van hun leven. Voor hen blijkt de oplossing voor de hand te liggen wanneer ze gaandeweg de avond elkaar vinden.
Carrie verrast Charles wanneer ze vertrekt en hem duidelijk komt maken dat hij meer dan welkom is in haar hotelkamer. Hij zou eigenlijk met zijn vrienden in het kasteel van Tom slapen, maar maakt zich met een smoesje van die afspraak af en gaat Carrie achterna. In haar hotelkamer belanden ze samen in bed. De volgende morgen moet zij alleen afscheid nemen om haar vliegtuig naar de Verenigde Staten te halen.

### Bruiloft 2
Bernard en Lydia gaan trouwen onder leiding van de stijf van de zenuwen staande priester Gerald (Rowan Atkinson), voor wie het zijn eerste huwelijksvoltrekking is. De hele vriendengroep is weer aanwezig en compleet wanneer Charles op het laatste moment binnenvalt, nadat hij zich weer verslapen heeft. Tot zijn blijde verrassing komt hij Carrie weer tegen onder de gasten. Zijn goede humeur slaat alleen om in een flinke dip wanneer ze vertelt dat ze is gekomen met Hamish Banks (Corin Redgrave), haar verloofde. Hij begint aan zichzelf te twijfelen en wordt er door zijn ex-vriendin Henrietta (Anna Chancellor) op gewezen wat hij volgens haar fout doet: hij kan tal van vrouwen krijgen, maar blijft nooit bij ze en neemt automatisch afstand als het te serieus wordt. Tot overmaat van ramp wordt Charles aan de dinertafel neergezet tussen een heel groepje exen, die hij stuk voor stuk gênante verhalen over elkaar heeft verteld die ze nu openbaar maken. Gast Serena (Robin McCaffrey) ziet David voor de tweede keer en heeft speciaal voor hem gebarentaal geleerd. Daarom kan ze hem nu aanspreken. Wanneer Hamish vertrekt, vraagt Carrie aan Charles of hij nog even wat komt drinken op haar hotelkamer. Ze belanden opnieuw samen in bed. De volgende morgen vertrekt hij maar zwijgzaam omdat ze verloofd is.
Een maand later ontvangt Charles in de post een uitnodiging voor de bruiloft van Carrie en Hamish. Hij komt haar van tevoren nog tegen in een winkel en wordt door haar meegetroond om zijn mening te geven terwijl zij bruidsjurken past. Ze vertelt hem dat ze, nadat ze Hamish haar jawoord geeft, niet meer vreemd zal gaan. Hij verzamelt moed bij elkaar om haar te vertellen dat hij van haar houdt. Ze is vereerd, maar vertrekt zwijgend.

### Bruiloft 3
De vriendengroep is weer compleet aanwezig op de bruiloft van Carrie en Hamish. Charles komt weer te laat binnen, maar maakt nog net mee dat het bruidspaar elkaar het jawoord geeft. Gareth vindt dat zij ook allemaal zo onderhand weleens op zoek mogen naar een trouwpartner en verklaart dat tot opdracht van de dag. Charles heeft alleen net de liefde van zijn leven zien trouwen met een ander. Fiona vertelt hem dat ze al jaren verliefd is op een man die voor haar niet beschikbaar is: Charles. Ze delen samen hun smart. Het feest eindigt compleet in mineur wanneer Gareth tijdens Hamish' trouwspeech in elkaar zakt en sterft.

### Begrafenis
De volgende keer dat de hele groep samenkomt, is op Gareths begrafenis. Hier dringt het tot iedereen door wat hij voor Matthew betekende. Gareth stond bekend als dik en luidruchtig, maar Matthew herinnert hem vooral om zijn vrolijkheid en zijn gave om plezier te maken. In zijn afscheidsrede benadrukt hij dat weer duidelijk is geworden dat de tijd om lief te hebben tijdens een leven beperkt is. Hierbij draagt Matthew het gedicht Funeral Blues (Stop all the clocks...) van W.H. Auden voor. Tom praat met Charles over wat hij verwacht van de liefde. Anders dan Charles wacht hij niet op die ene ware uit de clichés om mee te trouwen. Wanneer hij een vrouw tegenkomt die hem net zo leuk vindt als hij haar, wil hij met haar proberen gelukkig te worden. Het zijn woorden die Charles serieus neemt.

### Bruiloft 4
Tien maanden na het afscheid van Gareth komt de vriendengroep weer samen op een bruiloft. Charles gaat trouwen, met Henrietta. Zijn vrienden zetten zijn kamer vol wekkers waardoor hij wel wakker moet worden. Wanneer hij halsoverkop aankomt bij het gemeentehuis, blijken ze Charles daarnaast voor de gek gehouden te hebben. Ze hadden al zijn klokken ver vooruit gezet zodat hij zeker op tijd zou zijn. Wanneer Tom voor de voltrekking Deirdre (Susanna Hamnett) ontmoet, moet hij zijn filosofie herzien: het is hem in één klap duidelijk dat hij toch de liefde van zijn leven plotseling tegen is gekomen. Onder de gasten is ook Carrie. Ze vertelt Charles voor de ceremonie dat Hamish en zij uit elkaar zijn. Het ging niet lang goed tussen hen. Het knettert nog steeds tussen haar en Charles. Hij heeft een moment alleen nodig om te vloeken over de samenloop van omstandigheden en de ernstige twijfels waarin hij gebracht is. Omdat hij maar wegblijft, rekt Tom tijd bij Henrietta om Charles te dekken. Die overlegt met Matthew en David over de situatie. Hij besluit de bruiloft door te zetten.
Wanneer de gasten van de priester gelegenheid krijgen om bezwaar te maken tegen het huwelijk ('of voor eeuwig te zwijgen'), vraagt David de aandacht. Charles moet vertalen wat hij in gebarentaal zegt. David denkt dat de bruiloft niet door moet gaan omdat de bruidegom van een ander houdt. Charles bekent dat het zo is. Henrietta slaat hem tegen de grond en vertrekt kwaad. Wanneer Carrie later bij Charles thuis komt kijken hoe het met hem is, vinden ze elkaar uiteindelijk toch. Ze spreken af om elkaar lief te hebben, maar nooit te trouwen.

### Aftiteling
Tijdens de aftiteling wordt door middel van een serie foto's duidelijk dat iedereen een partner vond, ook Henrietta. Tom trouwde met Deirdre, David met Serena. Matthew vond een nieuwe man en Fiona eindigde naast prins Charles.

## Trivia
- De film bracht wereldwijd meer dan $260 miljoen op.
- De Schotse band Wet Wet Wet scoorde een nummer 1-hit door voor de muziek van de film het nummer Love is all around opnieuw op te nemen.
- Scenarioschrijver Richard Curtis schreef ook Notting Hill (1999), waarin Grant ook de hoofdrol speelde.

## Rolverdeling
| Acteur               | Personage     |
| -------------------- | ------------- |
| Hugh Grant           | Charles       |
| Andie MacDowell      | Carrie        |
| James Fleet          | Tom           |
| Simon Callow         | Gareth        |
| John Hannah          | Matthew       |
| Kristin Scott Thomas | Fiona         |
| David Bower          | David         |
| Charlotte Coleman    | Scarlett      |
| Rowan Atkinson       | Father Gerald |
| Anna Chancellor      | Henrietta     |